# 忘れないと誓ったぼくがいた
『忘れないと誓ったぼくがいた』（わすれないとちかったぼくがいた）は、日本ファンタジーノベル大賞受賞作家である平山瑞穂による長編ファンタジー小説。
2006年2月に新潮社から刊行された。第16回日本ファンタジーノベル大賞を受賞した『ラス・マンチャス通信』（2004年）に続く長編第2作。2008年7月には文庫化された。
2015年に、村上虹郎、早見あかりの主演で映画化。監督は、堀江慶。3月28日公開。

## あらすじ
平凡な高校3年生の葉山タカシがある日出会い、恋に落ちた少女・織部あずさにはある秘密があった。彼女に会った誰もが、数時間のうちに彼女についての記憶を失ってしまうのだという。信じられない告白を本気にしなかったタカシだったが、周囲の人々が皆あずさの存在を覚えておらず、タカシ自身までもが彼女のことを忘れかけている事実に気づき愕然とする。以来、自分だけはあずさのことを絶対に忘れるまいと、必死の努力を続ける。

## 書誌情報
- 単行本 - 新潮社、2006年2月20日、ISBN 978-4104722020
- 文庫本 - 新潮文庫、2008年7月29日、ISBN 978-4101354811

## 映画
監督は堀江慶、主演は村上虹郎、早見あかり。神奈川県秦野市で主に撮影された。

### キャスト
- 葉山タカシ - 村上虹郎
- 織部あずさ - 早見あかり
- 西川喜一
- 渡辺佑太朗
- 大沢ひかる
- 池端レイナ
- ちはる
- 二階堂智
- 山崎樹範
- ミッキー・カーチス
- 葉山文雄 ‐ 国枝量平
- 岩井希恵 ‐ 今本洋子

### スタッフ
- 原作 - 平山瑞穂『忘れないと誓ったぼくがいた』（新潮文庫刊）
- 監督 - 堀江慶
- 脚本 - 堀江慶、おかざきさとこ
- 音楽 - 三枝伸太郎
- 主題歌 - クリープハイプ「2LDK」（ユニバーサル シグマ） - アルバム『一つになれないなら、せめて二つだけでいよう』に収録。
- 製作 - 吉田正大
- プロデューサー - 椋樹弘尚、渡辺尊俊
- Co.プロデューサー - 由里敬三
- 撮影 - 板倉陽子
- 美術 - 高橋俊秋
- 録音 - 石貝洋
- 音響効果 - 岡瀬晶彦
- 照明 - 緑川雅範
- 編集 - 村上雅樹
- 助監督 - 佐野友秀
- 製作担当 - 中山泰彰
- 配給 - 日活
- 制作プロダクション - ジャンゴフィルム
- 製作 - ビーチウォーカーズ